# Annual Review of Sociology
Annual Review of Sociology è una rivista annuale  di articoli di revisione, sottoposta a revisione paritaria e pubblicata dalla casa editrice Annual Reviews. Fondata nel 1975, a partire dal 2023 viene pubblicata in modalità di accesso aperto secondo il modello Subscribe to Open.
Gli abstract e gli articoli sono indicizzati nel Social Sciences Citation Index.
Il Journal Citation Reports attribuisce alla rivista un fattore di impatto per il 2023 pari a 8,9, posizionandola al secondo posto fra 217 riviste nella categoria "Sociologia".

## Storia
Nel 1969, un gruppo di sociologi della National Academy of Sciences e del Social Science Research Council raccomandò formalmente la creazione di una rivista annuale che pubblicasse articoli di revisione nel campo della sociologia. A seguito della raccomandazione, l'American Sociological Association avviò un accordo di collaborazione con la casa editrice no profit Annual Reviews per la creazione di tale rivista. Il primo numero dell'Annual Review of Sociology fu dato alle stampe nel 1975, diventando così il ventesimo titolo edito dall'Annual Reviews. Inoltre, fu il terzo titolo nel campo delle scienze sociali dopo l'Annual Review of Psychology (nel 1950) e l'Annual Review of Anthropology (nel 1972). Nel 1996 fu lanciata per la prima volta in formato elettronico, diventando il primo dei ventisei titoli dell'Annual Reviews ad essere pubblicato online. A partire dal 2020, è stato pubblicata sia in edizione a stampa che in formato elettronico.

## Perimetro editoriale e indicizzazione
La rivista identifica il suo perimetro editoriale con gli sviluppi rilevanti della sociologia, incluse le applicazioni teoriche e metodologiche, nonché le sotto-discipline come i processi sociali, le istituzioni e le organizzazioni, la cultura, la sociologia politica, la sociologia economica, la stratificazione sociale, la demografia, la sociologia urbana, la politica sociale, la sociologia storica e la sociologia in varie regioni del mondo. La maggior parte dei volumi include un capitolo introduttivo scritto da un illustre sociologo in cui riflette sulla propria carriera e sui propri successi.
Gli abstract e gli articoli della rivista sono indicizzati da: Scopus, IBZ Online, International Bibliography of the Social Sciences e Academic Search, tra gli altri.

## Processo editoriale

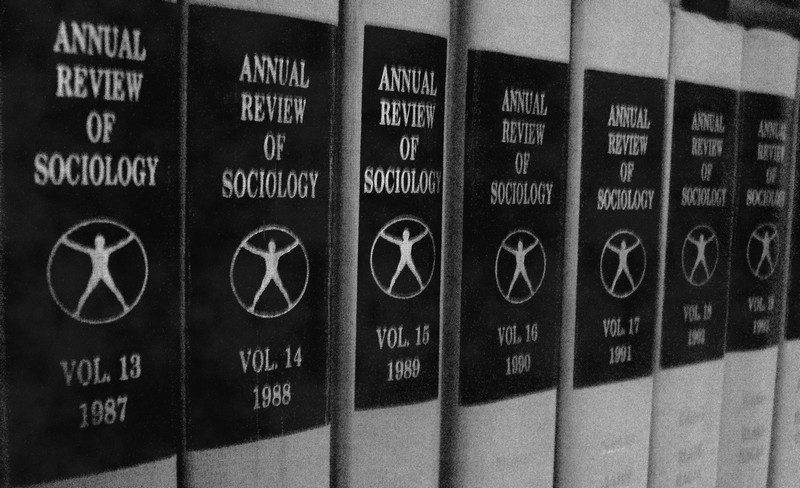
Collezione dei volumi dell'Annual Review of Sociology presso l'Human and Social Sciences Library Paris Descartes-CNRS.

L'Annual Review of Sociology ha un caporedattore, che è assistito dal comitato editoriale, che comprende i suoi sostituti, i membri regolari e, occasionalmente, i redattori ospiti. I membri ospiti partecipano su invito del caporedattore e hanno un mandato di un anno.
Tutti gli altri membri del comitato editoriale sono nominati dal consiglio di amministrazione di Annual Reviews e hanno un mandato di cinque anni. Il comitato editoriale determina quali argomenti devono essere inclusi in ogni volume e sollecita revisioni da parte di autori qualificati. Non sono accettati manoscritti non richiesti. La revisione paritaria dei manoscritti accettati è effettuata dal comitato editoriale.

### Redattori dei volumi
Le date riportate di seguito indicano gli anni di pubblicazione in cui qualcuno è stato accreditato come caporedattore o co-redattore di un volume della rivista.
Poiché i volumi sono pianificati molto prima della loro pubblicazione, la nomina di un caporedattore capo generalmente avveniva prima del primo anno qui indicato. Sono riportati anche quei capiredattori andati in pensione o deceduti prima della pubblicazione, purché abbiano contribuito a pianificare il volume.
- Alex Inkeles (1975–1977; 1979–1980)[12]
- Ralph H. Turner (1978; 1981–1986)[8]
- William Richard Scott (1987–1991)[13]
- Judith Blake (1992–1993)[14]
- John L. Hagan (1994–1997)[15]
- Hagan e Karen S. Cook (1998–2004)[16][17]
- Cook and Douglas Massey (2005–2023)[18]
- Massey e Mary C. Waters (agosto 2023-).[19]